# کول دآنکیزه
کول دآنکیزه (به ایتالیایی: Colle d'Anchise) یک کومونه در ایتالیا است که در استان کامپوباسو واقع شده‌است.

## خصوصیات
کول دآنکیزه ۱۵٫۸ کیلومترمربع مساحت و ۸۱۳ نفر جمعیت دارد و ۶۴۹ متر بالاتر از سطح دریا واقع شده‌است.